# Шнара
Шнара — река в России, протекает в Лукояновском и Гагинском районах Нижегородской области. Устье реки находится в 27 км по левому берегу реки Ежать. Длина реки составляет 38 км.
Исток реки в 4 км к северу от центра города Лукоянов. Верхнее течение проходит по Лукояновскому району, нижнее течение находится в Гагинском районе. Генеральное направление течения — северо-восток, затем — восток. Верхнее течение выше впадения притока Колмонейка (лв) в межень пересыхает. Долина реки плотно заселена, Шнара протекает сёла Сонино, Гаврилово, Лопатино и Чуфарово (Лопатинский сельсовет, Лукояновский район); село Саврасово (Большеарский сельсовет, Лукояновский район) село Новое Молчаново (Ушаковский сельсовет, Гагинский район). Впадает в Ежать у села Ушаково.
Генеральное направление течения — северо-восток, затем — восток. Верхнее течение выше впадения притока Колмонейка (лев.) в межень пересыхает. На своем протяжении принимает 49 притоков длиной менее 10 км. На водосборе реки расположено 35 озёр и прудов. Река протекает по лесостепной всхломлённой равнине, расчленённой речками, оврагами, долами и логами, приподнятой от 150 до 238 метров над уровнем моря. Имеются островки лесов из лиственных и хвойных пород. Речные долины глубоко врезаны и имеют асимметричную форму. Большие площади занимают чернозёмные почвы. Территория сильно распахана. Класс воды сульфатный, группа кальция, тип III. Вода очень жёсткая, минерализация повышенная. Активная реакция воды слабо-щелочная. Цветность воды невысокая. Соединений железа мало.

## Данные водного реестра
По данным государственного водного реестра России относится к Верхневолжскому бассейновому округу, водохозяйственный участок реки — Сура от устья реки Алатырь и до устья, речной подбассейн реки — Сура. Речной бассейн реки — (Верхняя) Волга до Куйбышевского водохранилища (без бассейна Оки).
Код объекта в государственном водном реестре — 08010500412110000039555.